# Hans-Hermann Hoppe
Hans-Hermann Hoppe   (Peine, 2 de setembre de 1949) és un filòsof i economista considerat com a integrant de l'escola austríaca d'economia i defensor de les teories anarcocapitalistes, el llibertarisme de dreta i l'oposició a la democràcia. És professor emèrit d'economia a la Universitat de Nevada, Las Vegas (UNLV), membre sènior del grup de reflexió Mises Institute, i fundador i president de la Property and Freedom Society.
Hoppe ha escrit molt en oposició a la democràcia, sobretot en el seu llibre de 2001 Democracy: The God That Failed. El llibre afavoreix les "comunitats del pacte" excloents que estan "fundades amb el propòsit de protegir la família i els familiars". Una secció del llibre a favor de les expulsions de demòcrates i homosexuals de la societat va ajudar a popularitzar Hoppe a la extrema dreta.
Hoppe va ser un protegit de Murray Rothbard, que el va establir a UNLV, on Hoppe va ensenyar des del 1986 fins al 2008. L'any 2004, la queixa d'un estudiant sobre els comentaris de la conferència de Hoppe sobre els homosexuals i la preferència horària va conduir a una investigació i una carta no disciplinaria a Hoppe per part de l'UNLV, que va ser retirada posteriorment després d'una controvèrsia sobre acadèmia llibertat.
Hoppe va fundar la Property and Freedom Society el 2006, i ha inclòs nacionalistes blancs entre els ponents a les conferències de l'organització a Turquia.